# Гутиря Олександр Володимирович
Олександр Володимирович Гути́ря (нар. 17 лютого 1966, Артемівськ) — український і канадський художник і скульптор.

## Життєпис
Народився 17 лютого 1966 року в місті Артемівську Донецької області (нині Бахмут, Україна), молодший брат художника і скульптора В'ячеслава Гутирі. 1985 року закінчив Донецьке торговельне училище.
З 2004 року мешкає у Канаді.

## Творчість
Працює в галузях станкової скульптури (використовує дерево, пісковик і бронзу), станкового живопису та станкової графіки.
З 1989 року брав участь в обласних, республіканських та міжнародних мистецьких виставках. Персональні виставки провів у Києві у 1993, 1998 роках, Будапешті у 1993 році, Донецьку в 1998 році, Німеччині у 1998 році, Канаді у 1999, 2000, 2002, 2005 роках. З 7 по 28 травня 2013 року в галереї Канадсько-української мистецької фундації в Торонто відбулася виставка скульптури та живопису митця «Вхід через вихід».
Роботи зберігаються в публічних і приватних колекціях Німеччини, Франції, Угорщини, Фінляндії, Італії, Канади, а також в колекції Національного художнього музею України в Києві.